# Аеровагон
Аеровагонът (или аеродрезина) е скоростен железопътен вагон с въздушен винт от авиационен тип. Донякъде може да се разглежда като частен случай на автомотрисата (самоходен вагон с двигател).
Първият аеровагон е създаден в Германия през 1917 година.
Инженер Валериан Абаковски построява първия аеровагон в Русия през 1921 г. с предназначение да осигурява пътуванията на държавните и партийните ръководители на Съветска Русия. Представлявал е самоходен вагон, снабден с двигател и двулопатен въздушен винт. Развивал е скорост от 140 км/ч.
При пътуване от Тула за Москва на аеровагона на 24 юли 1921 г. става катастрофа в района на град Серпухов, в която загиват самият изобретател, редица видни болшевики и чуждестранни комунисти (включително българинът Иван Константинов), участвали в III конгрес на Коминтерна и в I конгрес на Профинтерна, завръщали се от среща с работници в Тула. Всички загинали са погребани край стената на Кремъл на Червения площад в Москва.
Към идеята на аеровагона се връщат отново в Германия, където построеният през 1930 година т.нар. „релсов цепелин“ на инженер Франц Крукенберг (с авиационен двигател, с 4-лопатен винт и обтекаем алуминиев корпус) развивал скорост от 230 км/ч. По-късно в САЩ (1966) и в СССР (1970-те) са изпитвани скоростни вагони, прототипи на реактивен влак с турбореактивни двигатели.
В крайна сметка въздушният винт не намира приложение в железниците. Двигателната му сила е твърде шумна и опасна за хората (пътниците и окръжаващите), а вихри от винта разрушават настилката от чакъл по железпътното платно.